# Avortement en Uruguay
 (12 août 2025).
Le droit à l'avortement en Uruguay est protégé jusqu'à la douzième semaine de gestation (14 semaines en cas de viol)  par la loi 18987 sur l'interruption volontaire de grossesse votée en 2012 qui l'a dépénalisé dès lors que les procédures prévues et notamment un délai de réflexion de cinq jours sont respectés. L'Uruguay est le troisième pays d'Amérique du sud à autoriser l'IVG, après Cuba en 1965, et la Guyane en 1995. Sur le continent, il a été suivi par l'Argentine en 2020, et la Colombie en 2022. Très encadré, avec des séries de consultations multidisciplinaires en rendant l'accès dans les délais quelquefois difficiles, ce droit connait une forme de régression à partir de 2020, avec l'instauration d'une politique nataliste, et le développement des freins matériels et psychologiques. 

## Historique juridique
Le Code pénal de 1898 pénalise sévèrement l'interruption volontaire de grossesse. En 1933, José Irureta Goyena promeut une réforme du Code pénal l'autorisant dans les hôpitaux publics, qui entre en vigueur en octobre 1934. L'objectif est de sécuriser son exercice, en le transférant aux médecins, afin d'épargner la vie des mères. Toutefois, l'année suivante,  sous la présidence de facto de Gabriel Terra, le ministère de la Santé en interdit la pratique par décret. La loi n° 9 763 du 28  janvier 1938 sanctionne définitivement sa pratique, la considérant comme un délit, sous la pression  du lobbying exercé par deux députés de l'Union civique, le parti confessionnel catholique de l'époque, et grâce au soutien d'autres sénateurs et députés catholiques des partis traditionnels. Cette loi est en vigueur jusqu'en 2012. Elle prévoit une peine de prison de trois à neuf mois pour une femme ayant recours à un avortement, et de six à vingt-quatre mois pour un médecin ou toute autre personne ayant pratiqué l'intervention.  Des exceptions à l'application de ces peines peuvent théoriquement être invoquéespar les juges dans certains cas — difficultés économiques, viol, honneur familial, lorsque l'avortement est réalisé par un médecin au cours du premier trimestre de grossesse — mais dans les faits, l'avortement étant criminalisé, il n'existe pas de structure d'accueil et il est est rare que des médecins prennent le risque de cette pratique. 

## Limites et freins à la liberté d'avortement
Les médecins ne sont pas tenus de pratiquer les avortements demandés, et font jouer sur le terrain judiciaire leur droit à l'objection de conscience. Selon les estimations du ministère de la santé, les objecteurs de conscience sont autour de 30% dans le service public, et la proportion augmente à 50% dans les hôpitaux militaires. La répartition est variable selon les régions, et dans le département du Salto et quelques villes en dehors (Young, Mercedes ou Castillo), le taux d'objection est total, et reste de 80 % dans les départements de Paysandú et Soriano. Cette objection de conscience s'effectue sous deux formes : soit le refus de toute consultation médicale liée à un possible avortement, soit son acceptation, avec mise en place de pressions psychologiques auprès de la consultante pour la convaincre de renoncer. Elle ne traduit pas uniquement des convictions étiques ou religieuses, mais constitue parfois un moyen pour certains, considérant qu'ils n'ont pas été consultés, de manifester leur contre-pouvoir par des mesures de rétorsion. Pour limiter ces abus, une loi a été votée en 2016 interdisant l'objection de conscience lorsque la vie de la mère est menacée, et faisant obligation aux objecteurs de rediriger immédiatement les femmes vers un médecin acceptant le principe de l'avortement, saans manœuvres dilatoires. 
La procédure est fermée à une partie des migrantes, la loi exigeant une résidence d'un an minimum sur le sol uruguayen.
Enfin, le processus, codifié jusqu'à 2015, fait intervenir toute une série de consultations avec une équipe pluridisciplinaire (gynécologues, assistants sociaux) au cours desquelles les femmes peuvent être suffisamment stigmatisées pour renoncer (1,1 % de renonciation à Montevideo, 26,5% dans le Salto ou 15,9 % dans le Paysandú).

## Bilan
Dans les années 1990, 40 % des décès maternels sont dûs à de mauvaises conditions d'avortement. La mise en place à partir de 1996 de poltiques de diminution des risques dont l'autosoin et à partir de 2001 des conseils donnés en matière d'avortement par des professionnels de santé réunis au sein de  Iniciativas Sanitarias, a conduit à une baisse sgniificative de cette mortalité, proche de 50 ‰ en 1995, de 30 ‰ en 2003, qui n'a cessé de baisser régulièrement par la suite, y compris sous l'effet de la dépénalisation de l'IVG. Depuis 2012, les décès liés à des avortements ont quasiment disparus, avec un taux de mortalité oscillant entre 0 et 0,3 %. 
Le nombre d'IVG légales a régulièrement augmenté entre 2013 et 2018, culminant à 10 373, mais reste inférieur aux 16 000 à 33 000 avortements clandestins estimés avant la réforme.

## Backlash et nouvelles difficultés à partir de 2020
En 2020, avec le retour de la droite, sous la présidence de Luis Lacalle Pou, une politique anti-avortement est mise en place, sans s'attaquer directement à la loi. Elle repose sur trois éléments : une politique nataliste, la complexification de l'accès à l'avortement, et des pressions psychologiques et sociétales.